# Paul Whitehead (satiriste)
Pour les articles homonymes, voir Whitehead et Paul Whitehead.
Paul Whitehead, né le 6 février à Londres et mort le 20 décembre 1774 dans le quartier de Covent Garden de cette même ville est un satiriste britannique connu également pour avoir été le secrétaire du Hellfire Club.

## Œuvres
- Captain Edward Thompson's Life in Poems, 1777;
- Sir John Hawkins's Life of Samuel Johnson, 1787, 2nd edit. pp. 330 sqq.;
- Chalmers's English Poets, vol. xvi.